# توماس خيمينيز ألفاريز
توماس خيمينيز ألفاريز (بالإسبانية: Tomás Jiménez Álvarez)‏ (11 مايو 1979 في إسبانيا - ) هو لاعب كرة قدم إسباني في مركز الوسط. لعب مع نادي سالامانكا ونادي سمورة ونادي غيخيليو ونادي فييانوفينسي وSalamanca CF UDS ‏ ونادي كاسيرينو.

## وصلات خارجية
- توماس خيمينيز ألفاريز على موقع قاعدة بيانات كرة القدم.إي يو (الإنجليزية)